# Rezervația ornitologică Dranița
Dranița (în ucraineană Драниця, transliterat: Dranîțea) este o rezervație ornitologică de importanță locală din raionul Noua Suliță, regiunea Cernăuți (Ucraina), situată lângă satul Șendreni. Aria este situată în imediata apropiere a frontierei româno-ucrainene.
Suprafața ariei protejate constituie 86 de hectare și a fost înființată în anul 1984 prin decizia consiliului regional. Statutul a fost acordat pentru a proteja un lac natural din valea Prutului de sus cu avifauna sa bogată. Aproximativ 75 hectare (86% din teritoriu) este ocupat de lac, care se află în cursul râului Cerlena. 
Aria este un loc de cuibărit pentru păsările acvatice, incluzând: stârc alb, stârc cenușiu, stârc roșu și stârc mic, precum și specii rare de rațe și păsări limicole. Dintre prădători există eretele de stuf.